# 高东公园
高东公园是位於中國上海市浦東新區高東鎮光灿路118号的一個公園。占地面积6.7公頃，人工湖水系面积1.3万平方米。2007年，公园人工湖水系建成。2008年，高东公园主體工程基本建成，之後免费对外開放。2015年8月10日，高东公园水体修复工程开工。